# Theridion triviale
Theridion triviale là một loài nhện trong họ Theridiidae.
Loài này thuộc chi Theridion. Theridion triviale được Tord Tamerlan Teodor Thorell miêu tả năm 1881.